# 7. državni zbor Republike Slovenije
7. državni zbor Republike Slovenije je bil sklic državnega zbora Republike Slovenije, ki je bil konstituiran na podlagi rezultatov državnozborskih volitev 13. julija 2014. Ustanovna seja je potekala 1. avgusta 2014. Predsednik državnega zbora je bil Milan Brglez, podpredsednik največje parlamentarne stranke SMC.

## Vodstvo
Na ustanovni seji 1. avgusta 2014 je bil za predsednika državnega zbora izvoljen Milan Brglez (SMC). 
Za podpredsednike državnega zbora so bili izvoljeni:
- Primož Hainz (DeSUS; izvoljen: 25. avgust 2014)
- Janko Veber (SD; izvoljen: 25. avgust 2014; funkcija prenehala 17. septembra 2014 - imenovan za ministra za obrambo)
- Andreja Katič (SD; izvoljena: 30. septembra 2014; funkcija prenehala 13. maja 2015 - imenovana za ministrico za obrambo)
- mag. Bojana Muršič (SD; izvoljena: 22. maja 2015; odstopila 9. maja 2016)
- Matjaž Nemec (SD; izvoljen: 17. maja 2016)

## Poslanci
13. julija 2014 je Državna volilna komisija Republike Slovenije objavila neuradne rezultate državnozborskih volitvev. Relativno večino je osvojila Stranka Mira Cerarja (36 mest), nato pa so sledile: Slovenska demokratska stranka (21), DeSUS (10), Združena levica in Socialni demokrati (vsaka po 6), Nova Slovenija (5) in Zavezništvo Alenke Bratušek (4 mesta).

## Poslanske skupine
- Poslanska skupina Stranke modernega centra (PS SMC) - 35 poslancev
- Poslanska skupina Slovenske demokratske stranke (PS SDS) - 19 poslancev
- Poslanska skupina Demokratične stranke upokojencev Slovenije (PS DeSUS) - 11 poslancev
- Poslanska skupine Nove Slovenije - Krščanskih demokratov (PS NSi) - 5 poslancev
- Poslanska skupina Socialnih demokratov (PS SD) - 5 poslancev
- Poslanska skupina Levica (PS Levica) - 5 poslancev
- Poslanska skupina nepovezanih poslancev (PS NP) - 4 poslanci
- Poslanska skupina italijanske in madžarske narodne skupnosti (PS IMNS) - 2 poslanca
- 3 nepovezani poslanci

## Parlamentarne stranke
Parlamentarne stranke, ki imajo svoje poslanske skupine:
- Stranka modernega centra (SMC)[a]
- Slovenska demokratska stranka (SDS)
- Demokratična stranka upokojencev Slovenije (DeSUS)
- Socialni demokrati (SD)
- Nova Slovenija - krščanski demokrati (NSi)
- Levica[b]

Parlamentarne stranke brez poslanskih skupin:
- Stranka Alenke Bratušek (SAB)[c] - 2 poslanki v poslanski skupini nepovezanih poslancev
- Dobra država (DD) - 1 poslanec v poslanski skupini nepovezanih poslancev
- Andrej Čuš in Zeleni Slovenije

1. ↑  Stranka modernega centra se je predhodno imenovala Stranka Mira Cerarja
2. ↑  Levica se je predhodno imenovala Združena levica
3. ↑  Stranka Alenke Bratušek se je predhodno imenovala Zavezništvo socialno-liberalnih demokratov, še prej pa Zavezništvo Alenke Bratušek

## Prestopi poslancev med poslanskimi skupinami
- Mirjam Bon Klanjšček (razpad PS ZaAB, prestop v PS NP)
- Alenka Bratušek (razpad PS ZaAB, prestop v PS NP)
- Andrej Čuš (izstop iz PS SDS)
- Bojan Dobovšek (izstop iz PS SMC, prestop v PS NP)
- Matjaž Hanžek (izstop iz PS Levica)
- Zvonko Lah (prestop iz PS SDS v PS NSi, nato izstop iz PS NSi)
- Franc Laj (prestop iz PS SMC v PS NP)
- Jani Möderndorfer (prestop iz PS ZaAB v PS SMC)
- Janko Veber (izstop iz PS SD)
- Peter Vilfan (prestop iz PS ZaAB v PS DeSUS)

## Preiskovalne komisije
- Preiskovalna komisija o ugotavljanju domnevnega pranja denarja in financiranja terorizma, jedrske proliferacije ter financiranja aktivnosti tujih obveščevalno-varnostnih služb v tujini v Novi Ljubljanski banki d.d.
  - Predsednik: Jani Möderndorfer (SMC)
- Preiskovalna komisija o ugotavljanju zlorab v slovenskem bančnem sistemu ter ugotavljanju vzrokov in odgovornosti za že drugo sanacijo bančnega sistema v samostojni Sloveniji
  - Predsednik: dr. Anže Logar (SDS)
- Preiskovalna komisija o ugotavljanju zlorab v slovenskem zdravstvenem sistemu na področju prodaje in nakupa žilnih opornic
  - Predsednica: Jelka Godec (SDS)
- Preiskovalna komisija za ugotavljanje politične odgovornosti nosilcev javnih funkcij pri investiciji v blok 6 Termoelektrarne Šoštanj
  - Predsednik: Matjaž Hanžek (Nepovezani poslanec, prej Levica)

## Statistika dela
- Državni zbor je v 7. mandatu opravil 39 rednih in 64 izrednih sej, skupaj 103. Vse seje skupaj so trajale 286 dni. Zbor je obravnaval 1090 točk dnevnega reda. Delovna telesa so opravila 1807 sej in 19 javnih predstavitev mnenj.
- V mandatu je bilo sprejetih 456 zakonov, od tega 258 novel in 112 novih zakonov. Sprejet je bil še 1 ustavni zakon (vpis pravice do vode v Ustavo), ratificiranih je bilo 82 mednarodnih pogodb, sprejeti 3 akti o notifikaciji nasledstva in 378 drugih aktov.
- Poslanci so v mandatu obstruirali 25 sej. V Državnem svetu je bilo izglasovanih 20 odložilnih vetov, od tega je DZ v 16 primerih ponovno podprl predlog zakona.
- Potekalo je 10 interpelacij, od tega ena proti celotni vladi, vse, razen dveh, so bile vložene s strani SDS. Največkrat, dvakrat, sta bili interpelirani ministrici Anja Kopač Mrak in Milojka Kolar Celarc. Dvakrat je DZ na predlog SDS glasoval tudi o razrešitvi predsednika Milana Brgleza. Na predlog predsednika vlade Mira Cerarja je DZ dvakrat odločal o razrešitvi ministrov, razrešil je Janka Vebra, Julijana Bizjak Mlakar pa je pred glasovanjem odstopila. DZ se je v mandatu seznanil s 6 odstopi ministrov in odstopom predsednika vlade.
- Dvakrat je DZ zahteval mnenje predsednika republike Boruta Pahorja, prvič o migrantski krizi, drugič o stanju v Slovenski vojski.
- V DZ je bilo vloženih 23 pobud za razpis referendumov (18 zakonodajnih, 5 posvetovalnih), DZ je razpisal 2.Vloženih je bilo 11 predlogov ljudskih iniciativ za sprejem zakonov, vloženih je bilo 5 zakonov.
- Zastavljenih je bilo 5660 poslanskih vprašanj in pobud, neodgovorjenih je ostalo 27.
- Ustanovljene so bile 4 preiskovalne komisije, ki so opravile 192 sej.
- Komisija za peticije je prejela 649 peticij, rešila jih je 637.
- Poslanci so se udeležili 232 sej multilateralnih parlamentarnih institucij (Parlamentarna skupščina (PS) Sveta Evrope, PS NATO, PS OVSE...). Opravili so 4 multilateralna srečanja v Sloveniji, 41 bilateralnih obiskov v tujini (največkrat, šestkrat v Avstriji) in 48 bilateralnih obiskov v Sloveniji (največ gostov iz Madžarske - 5). Skupno je v DZ potekalo 898 protokolarnih dogodkov (sprejemi veleposlanikov, predsednikov držav, vlad in parlamentov, zunanjih ministrov...). V DZ je delovalo 71 skupin prijateljstev.
- DZ je v mandatu obiskalo 14.500 ljudi.